# Песенка о морском дьяволе
«Песенка о морском дьяволе», или «Эй, моряк!», — песня композитора Андрея Петрова и поэта-песенника Соломона Фогельсона, написанная ими для кинофильма 1961 года «Человек-амфибия» и посвящённая главному персонажу фильма Ихтиандру. По прошествии нескольких десятилетий продолжает пользоваться популярностью.

## Исполнение в кинофильмах об Ихтиандре
Песня о морском дьяволе впервые исполняется в одной из сцен фильма «Человек-амфибия» (29-я мин.) в кафе-шантане певицей, которую сыграла известная советская манекенщица Нина Большакова; саму песню спела джаз-певица Нонна Суханова. В интервью Суханова рассказала, что песня была записана всего за двадцать минут, притом запись песни производилась в большом ангаре. За исполнение песни Нонна Суханова получила 9 рублей.
В первоначальном варианте в песне было три куплета, а сцена с певицей гораздо дольше, при этом она во время исполнения скидывала часть одежды. Однако цензура расценила этот момент как изображение стриптиза, из-за чего эту сцену вместе со звучащим в это время куплетом вырезали. В результате число куплетов сократилось до двух.
Во второй экранизации романа — мини-сериале «Морской дьявол» (2004) песню в кафе поёт Гуттиэре в исполнении Юлии Самойленко

## Исполнение вне кинематографа
- В 2000 году композиция была исполнена Александром Донских и группой «Зоо-Парк» в рамках альбома «РеМайк», включавшем в себя римейки песен Майка Науменко, а также его любимые песни. Сам Науменко эту песню часто исполнял на квартирниках в своей манере, а если Донских был одним из участников мероприятия, то выступал как бэк-вокалист.[источник не указан 196 дней]
- В 2013 году на песню был снят клип в исполнении азербайджанской актрисы Оксаны Расуловой. Клип был приурочен к 155-летию основания Азербайджанского государственного Каспийского морского пароходства.[6]